# Viotti Festival
Il Viotti Festival è una manifestazione musicale internazionale. Nasce nel 1998 nella città di Vercelli, da un'idea dei fondatori - (fra i quali il direttore musicale Guido Rimonda) - dell'Associazione Camerata Ducale per riscoprire importanti composizioni inedite di Giovanni Battista Viotti e altri celebri autori vissuti fra il 1700 e il 1800 col proposito di coniugare idealmente la prospettiva locale con quella internazionale, la valorizzazione del patrimonio culturale piemontese con la riscoperta di un autore dallo spirito pienamente europeo. Si svolge col patrocinio della Regione Piemonte e del Comune di Vercelli. Dal 2007 debutta con il nome di "Viotti Festival".
I concerti si tengono a Vercelli, presso il Teatro civico, al Museo Leone, al Palazzo Pasta e nelle principali chiese della città (Basilica di Sant'Andrea, Chiesa di San Cristoforo) ed altre.
Nel 2005, in occasione dei festeggiamenti per i 250 anni dalla nascita del compositore Viotti cui la manifestazione è dedicata, si sono registrate circa 12.000 presenze; il pubblico è notevolmente aumentato l'anno successivo, superando i 20.000 spettatori. Significativi sono i concerti che si tengono il 1º agosto (festa di Sant' Eusebio patrono di Vercelli) e a Capodanno.
Il Viotti Festival vanta collaborazioni con prestigiosi solisti di fama internazionale come, fra gli altri, Uto Ughi, Salvatore Accardo, Cecilia Gasdia, Vladimir Spivakov, Maxence Larrieu, Katia Ricciarelli, Ruggiero Ricci, Leonidas Kavakos, Pavel Berman, Shlomo Mintz, Luciana Serra, Augustin Dumay, Mischa Maisky. Al festival è legata l'Orchestra Camerata Ducale di Vercelli, che sta registrando l'opera integrale di Viotti per la Decca.
Oltre agli appuntamenti musicali, il festival organizza serate a tema. In passato alcune di queste serate hanno visto la partecipazione di Angelo Branduardi, Luciana Littizzetto, Milena Vukotic, Giuseppe Rocca e Bruno Gambarotta.
Dalla sua fondazione, il direttore artistico del festival è Cristina Canziani.

## Riconoscimenti
Il Presidente della Repubblica Carlo Azeglio Ciampi, venne in visita nella città di Vercelli il 27 ottobre 2005, proprio in occasione del 250º anniversario del celebre musicista.  In seguito (2010)  conferì l'onorificenza di Cavaliere ad uno degli ideatori del festival, Guido Rimonda.
A seguito di inviti internazionali, alcuni concerti sono stati ripresi:
- nell'ottobre 2005 a Johannesburg e Pretoria, in Sudafrica, sotto gli auspici dell'ambasciatore d'Italia a Pretoria;
- nei mesi di settembre 2005 e ottobre 2006 a Miami, Orlando e The Villages, in Florida (Stati Uniti);

Nel mese di gennaio del 2011 il Viotti Festival è stato presente in Florida e a New York, alla Carnegie Hall, dove verranno eseguiti in prima esecuzione assoluta moderna alcuni inediti di Viotti.
- Dal 2009 Il Viotti festival ha una sede staccata in Florida nella città di The Villages, e viene organizzato tutti gli anni nel mese di gennaio.[senza fonte]